# Serie Mundial de 2012
La Serie Mundial de 2012 se disputó entre los Detroit Tigers y San Francisco Giants, la primera ocasión que ambos equipos se enfrentaban en el clásico de otoño.
Los Giants ganaron la serie en cuatro juegos, en lo que era su segundo título en la ciudad de San Francisco y el séptimo para la franquicia. Se agenció el primer lugar de la división este de la Liga Nacional con marca de 94-78, ganaron la serie divisional a los Cincinnati Reds en cinco juegos, y obtuvieron el banderín de la liga frente a los St. Louis Cardinals (4-3). Era la vigésima ocasión que los Giants disputaban una Serie Mundial.
Por su parte, los Tigers llegaron a su undécima Serie Mundial y se proclamaron campeones de la división central con marca de 88 victorias y 74 derrotas. En postemporada derrotaron a los Oakland Athletics en cinco juegos y barrieron a los New York Yankees por el banderín de la Liga Americana (4-0).
Como ha sido habitual desde 2003, la ventaja de campo para la serie se decidió el 10 de julio en el Juego de las Estrellas de Kansas City, que la Liga Nacional ganó 8-0. La Serie Mundial 2012 comenzó el miércoles 24 de octubre en el estadio del campeón de la Liga Nacional.

## Desarrollo
Nota: Entre paréntesis se indica la estadística del lanzador abridor y la jugada que llevó al pelotero a tomar una de las bases.

### Juego 1
| Equipo | 1 | 2 | 3 | 4 | 5 | 6 | 7 | 8 | 9 | C | H  | E |
| ------ | - | - | - | - | - | - | - | - | - | - | -- | - |
| Tigers | 0 | 0 | 0 | 0 | 0 | 1 | 0 | 0 | 2 | 3 | 8  | 0 |
| Giants | 1 | 0 | 3 | 1 | 1 | 0 | 2 | 0 | x | 8 | 11 | 0 |

LG: Barry Zito (1-0)  LP: Justin Verlander (0-1)  
HRs:  DET – Jhonny Peralta (1)  SFG – Pablo Sandoval 3 (3)

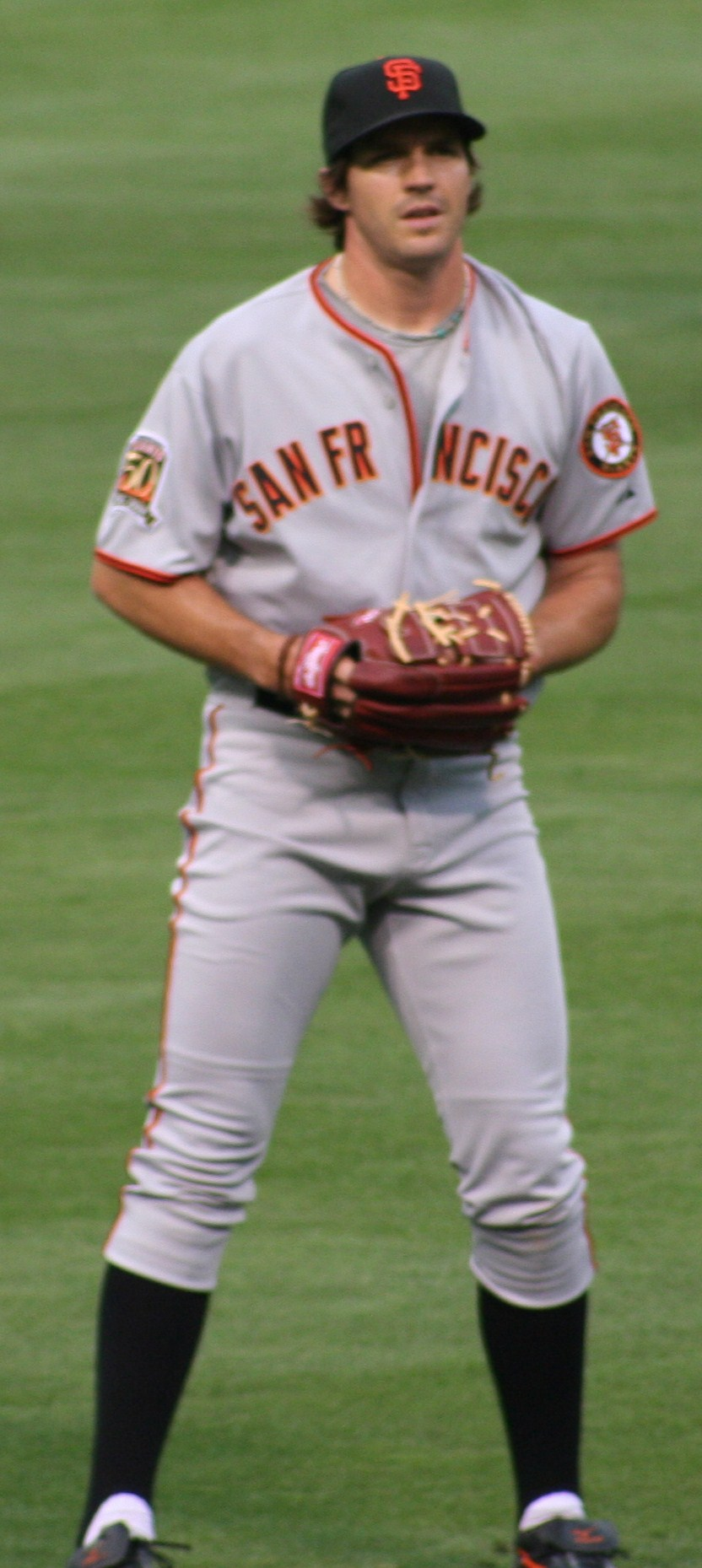
Barry Zito.

Umpires: HP: Gerry Davis. 1B: Dan Iassogna. 2B: Fieldin Culbreth. 3B: Brian O'Nora. LF: Brian Gorman. RF: Joe West. 

Asistencia: 42 855 espectadores. 

Duración: 3 h 26 m

| Inning | Anotaciones |
| ------ | --- |
| 1      | Turno de San Francisco: Pablo Sandoval conecta cuadrangular solitario, 1-0. |
| 3      | Turno de San Francisco: Marco Scutaro batea sencillo, Ángel Pagán (doble) anota, 2-0; Pablo Sandoval batea cuadrangular con Marco Scutaro en base, 4-0.                                         |
| 4      | Turno de San Francisco: Barry Zito batea sencillo, Brandon Belt (base por bolas) anota, 5-0. |
| 5      | Turno de San Francisco: Por Detroit, Al Albuquerque releva al lanzador abridor Justin Verlander (4.0 EL, 6 H, 5 CL, 1 BB, 4 P, 2 HR); Pablo Sandoval batea cuadrangular solitario, 6-0.         |
| 6      | Turno de Detroit: Miguel Cabrera batea sencillo, Austin Jackson (doble) anota, 6-1; por San Francisco, Tim Lincecum releva al lanzador abridor Barry Zito (5.2 EL, 6 H, 1 CL, 1 BB, 3 P, 0 HR). |
| 7      | Turno de San Francisco: Marco Scutaro batea sencillo, Ángel Pagán (doble) anota, 7-1; Buster Posey batea sencillo, Scutaro al home, 8-1.                                                        |
| 9      | Turno de Detroit: Jhonny Peralta batea cuadrangular con Delmon Young (sencillo) en base, 8-3.                                                                                                   |

Comentarios
Pablo Sandoval de los Giants conectó tres cuadrangulares en un juego de Serie Mundial, por lo que empató una marca compartida con Babe Ruth (1926 y 1928), Reggie Jackson (1977) y Albert Pujols (2011). El venezolano, junto a la buena labor en el montículo de Barry Zito que abandonó el terreno con el marcador 6-1 a favor, lideraron a San Francisco para agenciarse el primer juego del clásico de otoño. Por Detroit, el lanzador estelar Justin Verlander no pudo continuar el buen desempeño que había tenido en las series divisionales y de campeonato en la Liga Americana.

### Juego 2
| Equipo | 1 | 2 | 3 | 4 | 5 | 6 | 7 | 8 | 9 | C | H | E |
| ------ | - | - | - | - | - | - | - | - | - | - | - | - |
| Tigers | 0 | 0 | 0 | 0 | 0 | 0 | 0 | 0 | 0 | 0 | 2 | 0 |
| Giants | 0 | 0 | 0 | 0 | 0 | 0 | 1 | 1 | x | 2 | 5 | 0 |

LG: Madison Bumgarner (1-0)  LP: Doug Fister (0-1)  SV: Sergio Romo (1)  

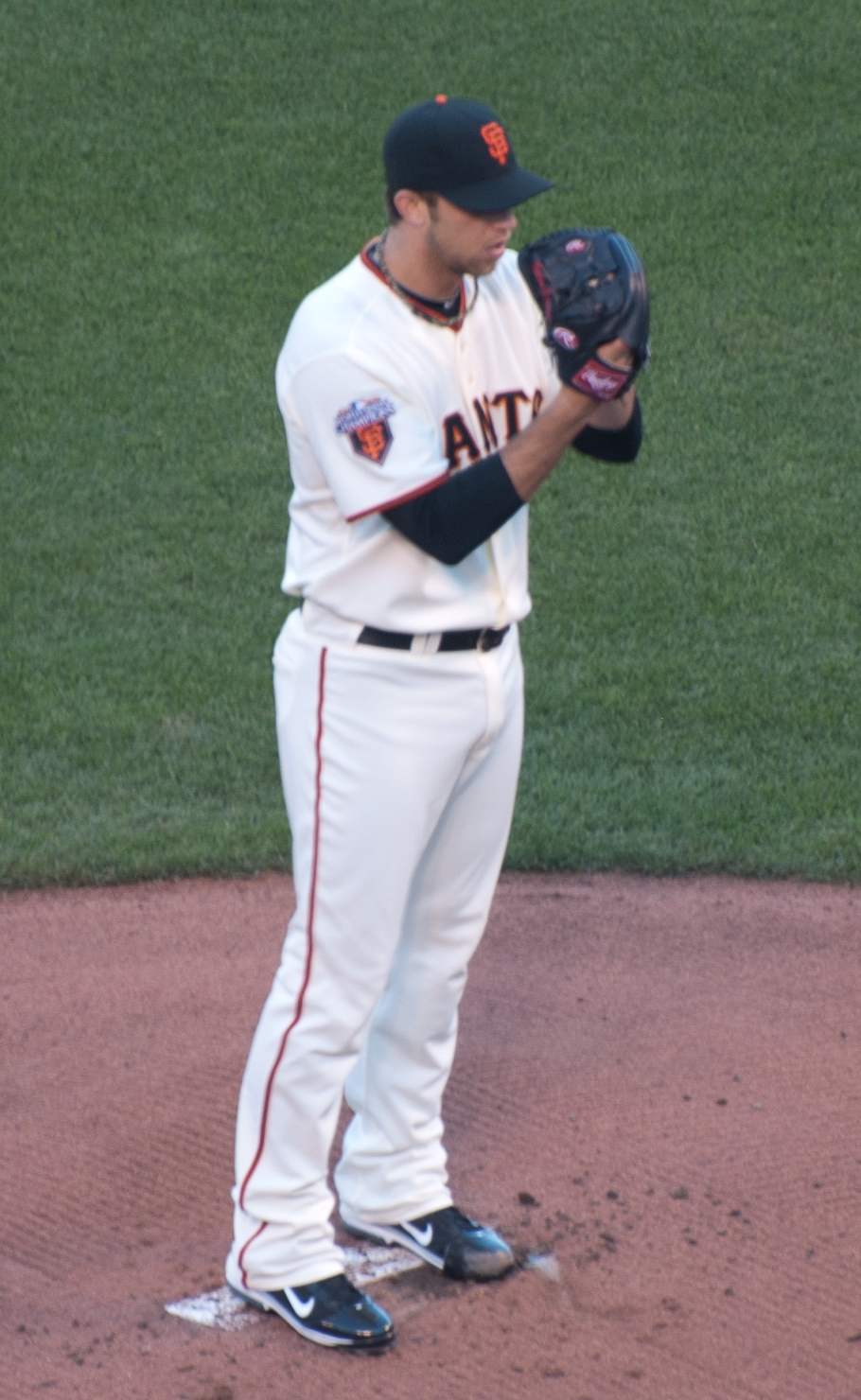
Madison Bumgarner.

Umpires: HP: Dan Iassogna. 1B: Fieldin Culbreth. 2B: Brian O'Nora. 3B: Brian Gorman. LF: Joe West. RF: Gerry Davis.

Asistencia: 42 982 espectadores.

Duración: 3 h 5 m

| Inning | Anotaciones |
| ------ | --- |
| 7      | Turno de San Francisco: por Detroit, Drew Smyly releva al lanzador abridor Doug Fister (6.0 EL, 4 H, 1 CL, 1 BB, 3 P, 0 HR). Con las bases llenas, Brandon Crawford batea para doble-play, Hunter Pence (sencillo) anota, 1-0.                                            |
| 8      | Turno de Detroit: por San Francisco, Santiago Casilla releva al lanzador abridor Madison Bumgarner (7.0 EL, 2 H, 0 CL, 2 BB, 8 P, 0 HR). Turno de San Francisco: con las bases llenas, Hunter Pence batea elevado de sacrificio, Ángel Pagán (base por bolas) anota, 2-0. |
| 9      | Turno de Detroit: el lanzador Sergio Romo salva el juego para San Francisco. |

Comentarios
El juego se mantuvo con el marcador en blanco por seis entradas y media entre un duelo de los lanzadores Madison Bumgarner, por San Francisco, y Doug Fister, por Detroit, quien recibió un fuerte pelotazo en el segundo episodio, pero del cual no recibió daño aparente. Hunter Pence estuvo involucrado en las carreras de la victoria para los Giants: en la primera anotó tras una jugada dentro del cuadro y además bateó el fly de sacrificio que llevó la segunda anotación para su equipo.

### Juego 3
| Equipo | 1 | 2 | 3 | 4 | 5 | 6 | 7 | 8 | 9 | C | H | E |
| ------ | - | - | - | - | - | - | - | - | - | - | - | - |
| Giants | 0 | 2 | 0 | 0 | 0 | 0 | 0 | 0 | 0 | 2 | 7 | 1 |
| Tigers | 0 | 0 | 0 | 0 | 0 | 0 | 0 | 0 | 0 | 0 | 5 | 1 |

LG: Ryan Vogelsong (1-0)  LP: Aníbal Sánchez (0-1)  SV: Sergio Romo (2)  

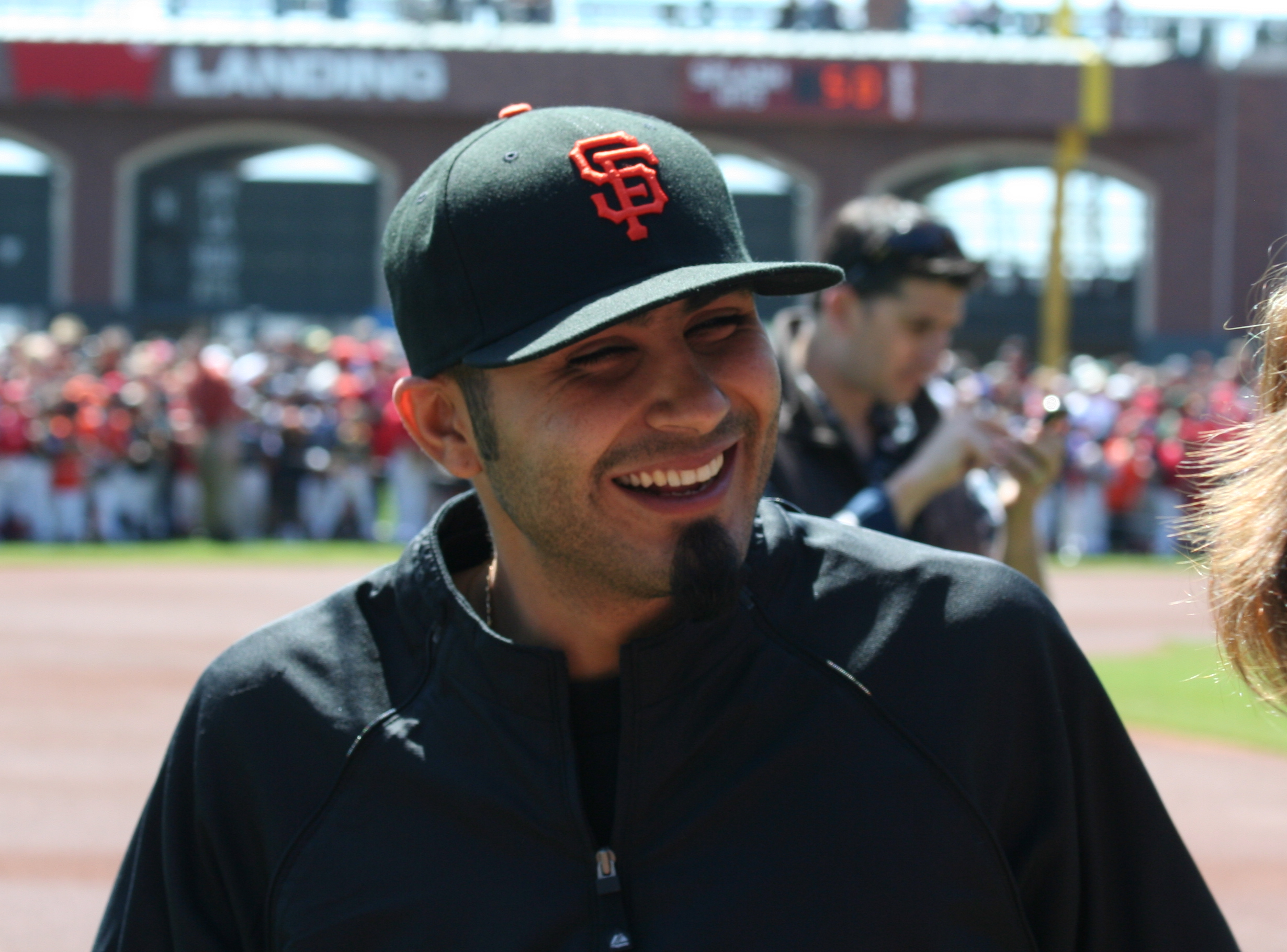
Sergio Romo.

Umpires:  HP: Fieldin Culbreth. 1B: Brian O'Nora. 2B: Brian Gorman. 3B: Joe West. LF: Gerry Davis. RF: Dan Iassogna. 

Asistencia: 42 262 espectadores.

Duración: 3 h 25 m

| Inning | Anotaciones |
| ------ | --- |
| 2      | Turno de San Francisco: Gregor Blanco batea un triple, Hunter Pence (base por bolas) al home, 0-1; Brandon Crawford batea sencillo y empuja a Gregor Blanco al home, 0-2. |
| 6      | Turno de Detroit: por San Francisco, Tim Lincecum releva al lanzador abridor Ryan Vogelsong (5.2 EL, 5 H, 0 CL, 4 BB, 3 P, 0 HR).                                         |
| 8      | Turno de San Francisco: por Detroit, Joaquín Benoit releva al lanzador abridor Aníbal Sánchez (7 EL, 6 H, 2 CL, 1 BB, 8 P, 0 HR).                                         |
| 9      | Turno de Detroit: el lanzador Sergio Romo salva el juego para San Francisco.                                                                                              |

Comentarios
A San Francisco le bastaron las dos carreras anotadas en el segundo episodio para ganar el encuentro, gracias a un triple de Gregor Blanco, mientras que los lanzadores Ryan Vogelsong, Tim Lincecum y Sergio Romo completaron la segunda blanqueada consecutiva en la serie. Detroit desperdició una clara oportunidad para anotar en el quinto episodio con las bases llenas.

### Juego 4
| Equipo | 1 | 2 | 3 | 4 | 5 | 6 | 7 | 8 | 9 | 10 | C | H | E |
| ------ | - | - | - | - | - | - | - | - | - | -- | - | - | - |
| Giants | 0 | 1 | 0 | 0 | 0 | 2 | 0 | 0 | 0 | 1  | 4 | 9 | 0 |
| Tigers | 0 | 0 | 2 | 0 | 0 | 1 | 0 | 0 | 0 | 0  | 3 | 5 | 0 |

LG: Santiago Casilla (1-0)  LP: Phil Coke (0-1)  SV: Sergio Romo (3)  
HRs:  SFG – Buster Posey (1)  DET – Miguel Cabrera (1), Delmon Young (1)

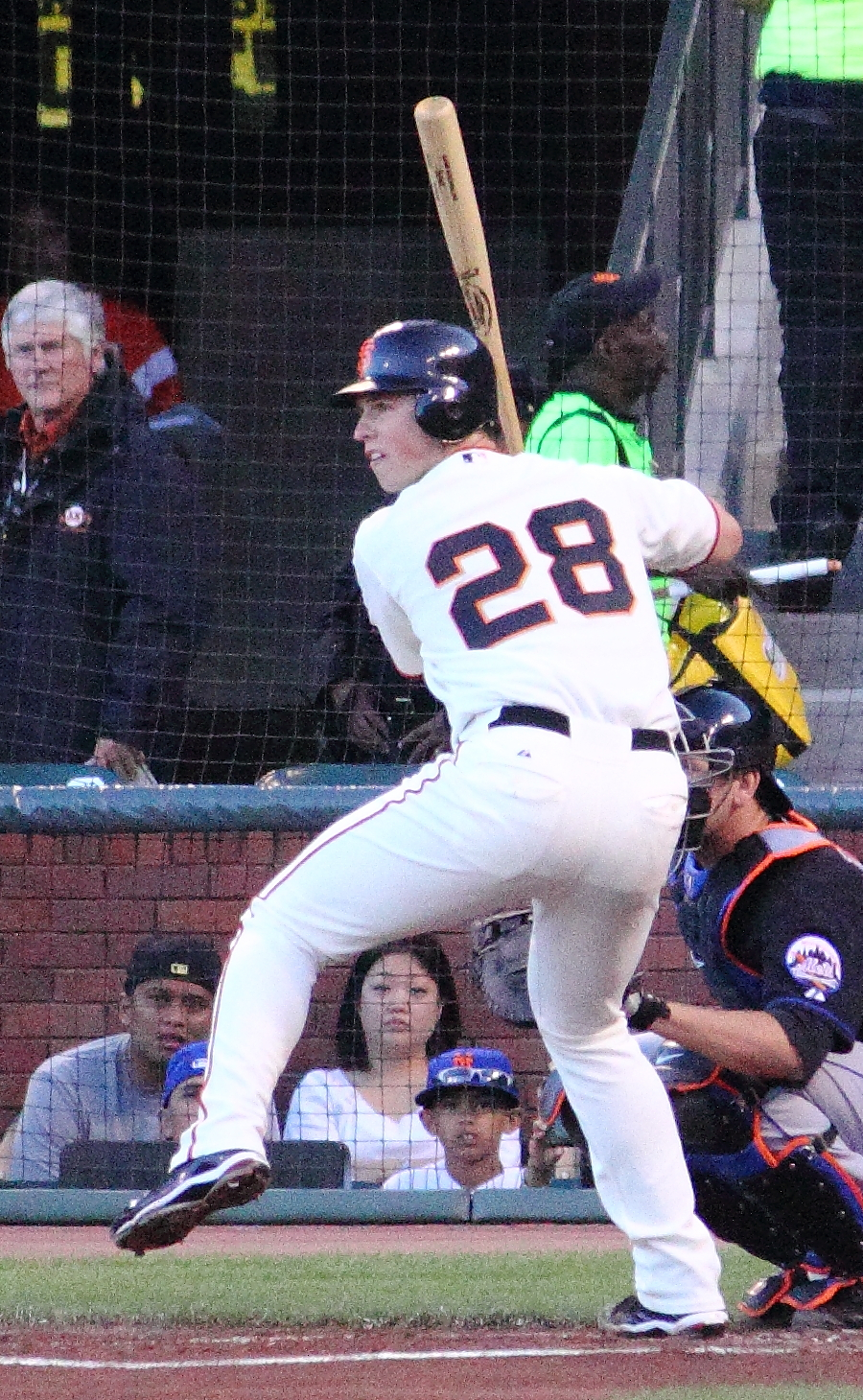
Buster Posey.

Umpires:  HP: Brian O'Nora. 1B: Brian Gorman. 2B: Joe West. 3B: Gerry Davis. LF: Dan Iassogna. RF: Fieldin Culbreth. 

Asistencia: 42 152 espectadores.

Duración: 3 h 34 m

| Inning | Anotaciones |
| ------ | --- |
| 2      | Turno de San Francisco: Brandon Belt batea triple, Hunter Pence (doble) anota, 0-1.                                                                                    |
| 3      | Turno de Detroit: Miguel Cabrera anota un home run con Austin Jackson (base por bolas) en base, 2-1.                                                                   |
| 6      | Turno de San Francisco: Buster Posey batea un home run con Marco Scutaro (sencillo) en base, 2-3. Turno de Detroit: Delmon Young batea un cuadrangular solitario, 3-3. |
| 7      | Turno de San Francisco: por Detroit, Drew Smyly releva al lanzador abridor Max Scherzer (6.1 EL, 7 H, 3 CL, 1 BB, 8 P, 1 HR).                                          |
| 8      | Turno de Detroit: por San Francisco, Jeremy Affeldt releva al lanzador abridor Matt Cain (7.0 EL, 5 H, 3 CL, 2 BB, 5 P, 2 HR).                                         |
| 10     | Turno de San Francisco: Marco Scutaro batea sencillo, Ryan Theriot (sencillo) anota, 3-4. Turno de Detroit: Sergio Romo salva el juego para San Francisco.             |

Comentarios
El marcador se encontraba empatado al término de las nueve entradas, pero fue suficiente una entrada extra para que San Francisco anotara la carrera decisiva por medio de Ryan Theriot, llevado al home por un sencillo de Marco Scutaro. Los Giants acudieron a Sergio Romo por tercera ocasión para salvar el juego con buen resultado, que le dio por tanto el segundo título de Grandes Ligas a San Francisco en su historia, el segundo en tres años, y el tercero consecutivo para un equipo de la Liga Nacional.
|                                                              |
| Campeón de las Grandes Ligas San Francisco Giants 7.º título |

## Jugador más valioso

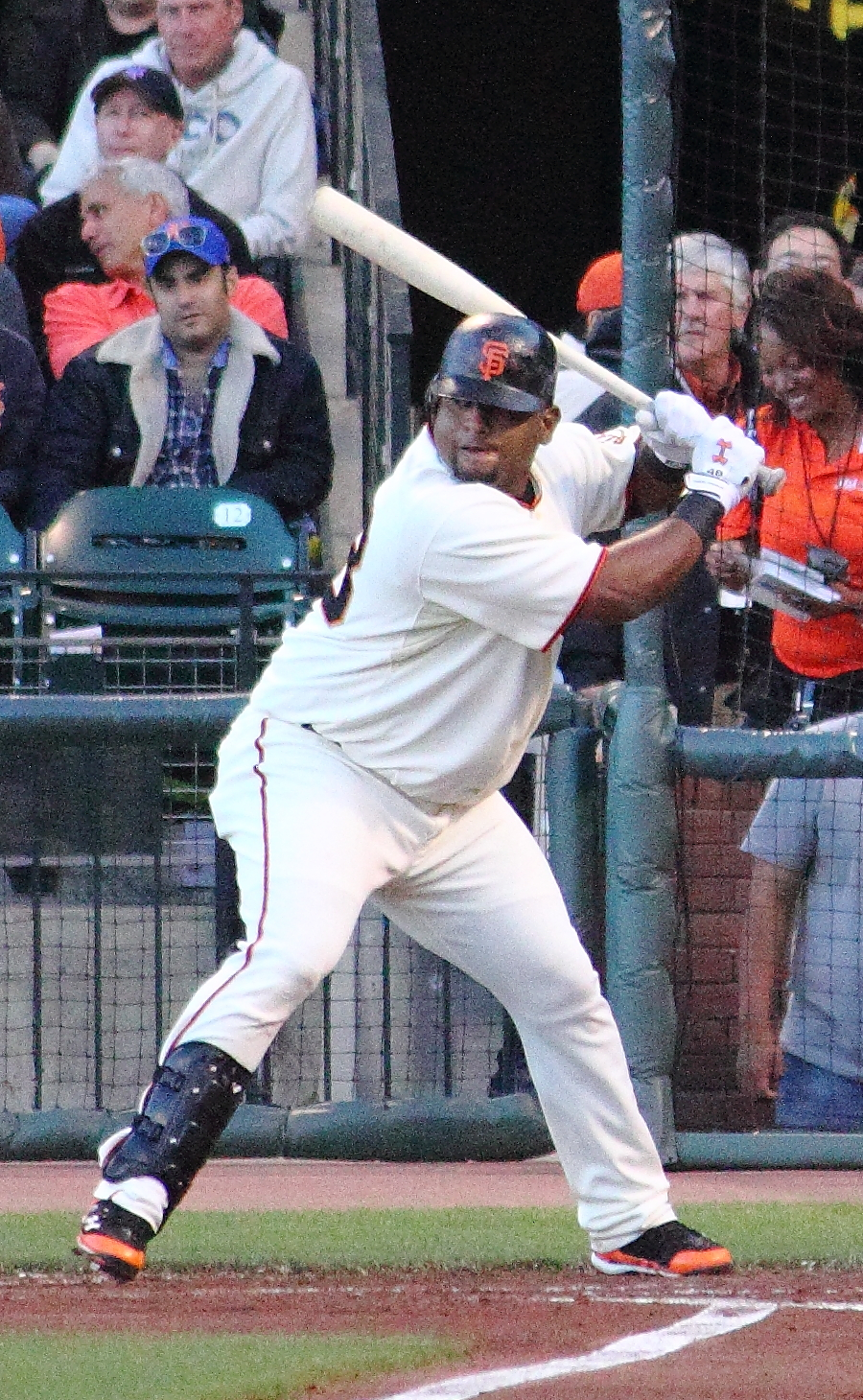
Pablo Sandoval.

Pablo Sandoval fue elegido como el jugador más valioso de la Serie Mundial, y el primero de nacionalidad venezolana en obtener el reconocimiento. Entre sus estadísticas destacan los tres cuadrangulares en un tan solo juego, por lo que se convirtió en el cuarto jugador en la historia de las Grandes Ligas en realizarlo. Además, aportó a su equipo un promedio de bateo de ,500 y cuatro carreras empujadas. Cabe agregar que fueron nueve venezolanos los participantes en la serie, cinco por San Francisco y  cuatro por Detroit, lo que hacía el mayor número de peloteros de dicho país en la historia del clásico de otoño.
| Jugador        | Equipo | JJ | VB | CA | H | 2B | 3B | HR | CE | BB | K | BR | OR | AVE  |
| Pablo Sandoval | SFG    | 4  | 16 | 3  | 8 | 1  | 0  | 3  | 4  | 1  | 2 | 0  | 0  | ,500 |

JJ: Juegos jugados, VB: Veces al bate, CA: Carreras anotadas, H: Hits, 2B: Dobles, 3B: Triples, HR: Home runs, CE: Carreras empujadas, BB: Bases por bolas, K: Ponches, BR: Bases robadas, OR: Outs robando, AVE: Porcentaje de bateo